# Ферьосунд
Ферьосунд (на шведски: Fårösund) е малък град в югоизточна Швеция, лен Готланд, община Готланд. До Ферьосунд може да се достигне с автомобил от Висбю.
Ферьосунд е най-северният град в община Готланд, на около 56 км северно от Висбю. Градът е разположен на брега на морето, с изглед към остров Ферьо и се посещава от много туристи през лятото. До средата на 1900-те, Ферьосунд е малък тих курорт, както и терминал на ферибота до Ферьо.
Със създаването на полк KA 3 през 1937 г., започва икономически бум в града, включително и построяването на нова корабостроителница. Полкът е разформирован през 2000 г. Днес старата военна зона е демилитаризирана и се използва от много компании.
Ферьосунд е и името на протока, който отделя остров Готланд от Ферьо.